# Cacosternum striatum
The Striped Caco hoặc Cacosternum striatum (tên tiếng Anh: Striped Metal Frog) là một loài ếch thuộc họ Petropedetidae.
Loài này có ở Lesotho, Nam Phi, có thể cả Mozambique, và có thể cả Swaziland.
Môi trường sống tự nhiên của chúng là vùng cây bụi ẩm khu vực nhiệt đới hoặc cận nhiệt đới, đồng cỏ nhiệt đới hoặc cận nhiệt đới vùng ngập nước hoặc lụt theo mùa, đồng cỏ nhiệt đới hoặc cận nhiệt đới vùng đất cao, sông ngòi, và đầm nước.
Chúng hiện đang bị đe dọa vì mất môi trường sống.